# Pink Blossom
Pink Blossom é o quarto mini-álbum do girl group sul-coreano A Pink , lançado em 31 de março de 2014. A faixa-título "Mr. Chu" foi usado para promover o álbum.

## Fundo e liberação
A Cube lançou 4º mini-álbum do teaser do Apink no dia 17 de março. Foi revelado que Apink fará seu retorno com seu quarto mini-álbum "Pink Blossom" em 31 de março.
A Pink lançar um teaser de imagem, onde eles parecem ter colocado a sua imagem bonito, brilhante reservadas para esse retorno, optando por usar vestidos pretos e expressões sérias em vez de vestidos com babados e sorrisos brilhantes. Sua maquiagem é mais intensa do que o habitual, eo conceito parece um pouco retro.
Em 20 de março, as meninas tinham planejado continuar a cair dicas pouco a pouco para sugerir o seu conceito, mas a capa do álbum de alguma forma tinha sido divulgada e começou a circular online. Com este acontecimiento, a agência decidiu não havia muita escolha, mas deixou de ir em frente e liberar a imagem.
A Cube declarou: "Embora a capa do álbum não ia revelado até o lançamento de 'Pink Blossom' no dia 31, devido a um incidente inesperado, temos ido à frente para revelá-lo hoje." A agência também revelou que eles tendem a tomar medidas contra aqueles que estavam envolvidos no processo de vazamento.
"선데이 먼데이 (Sunday Monday)" é uma pista cheia com a harmonia do violão de estilo dedo e rhodes piano, composta por Nickel (니켈).
"미스터 츄 (Mr. Chu)" é uma dança música pop e expressa a vibração do coração cheio de nervosismo e emoção durante um primeiro beijo. A canção foi escrita e composta por Duble Sidekick e SEION.
"크리스탈 (Crystal)" é uma dança pista mid-tempo escrita por e.one.
"사랑 동화 (Fairytale Love)" é uma faixa balada, composta por Kim Jin-hwan, expressando o pesar de uma pessoa que percebeu o quão precioso é seu amante somente depois que o relacionamento terminou.
"쏘 롱 (So Long)" é uma mid-tempo R&B pista, produzido pelo produtor cabeça MasterKey de Brand New Music.
O mini-album completo foi lançado no dia 31 de Março de 2014

## Music Videos (MV)
O primeiro MV teaser para a musica título da canção "Mr. Chu" foi lançado em 14 de Março de 2014. O MV completo "Mr. Chu" foi lançado em 31 de março de 2014.  Os vídeos teaser da música para o segundo MV "Crystal", foi lançado em 26 de maio de 2014.

## Promoções
A Pink realizado um trecho de "Sunday Monday", uma faixa em seu álbum, além de uma performance cheia de "Mr. Chu" na KBS 's Music Bank em 4 de abril. Este foi seguido por retornos adicionais em programas de música, incluindo MBC's Show! Music Core, SBS's Inkigayo, MBC Music's Show Champion and Mnet's M! Countdown

## Lista de Faixas
| N.º | Título                          | Letras                | Música                | Duração |  |
| 1.  | "Sunday Monday (선데이 먼데이)" | Nickel                | Nickel                | 3:34    |  |
| 2.  | "Mr. Chu (On Stage)"            | Duble Sidekick, SEION | Duble Sidekick, SEION | 3:24    |  |
| 3.  | "Crystal (크리스탈)"            | e.one                 | e.one                 | 3:24    |  |
| 4.  | "Fairytale Love (사랑동화)"     | Park Chorong          | Kim JinHwan           | 3:58    |  |
| 5.  | "So Long"                       | Park Chorong          | Master Key            | 3:41    |  |
| 6.  | "Mr. Chu"                       | Duble Sidekick, SEION | Duble Sidekick, SEION | 3:34    |  |
| 7.  | "Mr. Chu (Instrumental)"        |                       | Duble Sidekick, SEION | 3:34    |  |

## Gráficos
| Chart                    | Peak position |
| ------------------------ | ------------- |
| Gaon Weekly album chart  | 2             |
| Gaon Monthly album chart | 5             |
| Gaon Yearly album chart  |               |

| "Mr. Chu" | 1 | 2 |

| "Sunday Monday"  | 27 |
| "Crystal"        | 38 |
| "Fairytale Love" | 34 |
| "So Long"        | 37 |

| Provider (2014)       | Amount  |
| --------------------- | ------- |
| Gaon physical sales   | 46,497+ |
| Oricon physical sales | 5,892+  |
| Hanteo physical sales | 30,800+ |

## Histórico de lançamento
| Pais        | Data           | Formato              | Etiqueta                                | Catálogo   |
| ----------- | -------------- | -------------------- | --------------------------------------- | ---------- |
| South Korea | March 31, 2014 | CD, Digital download | A Cube Entertainment LOEN Entertainment | L200001007 |

## References
1. ↑  A Pink confirmed to be making a comeback in first week of April
2. ↑  A Pink forgoes their cute image for their 4th mini album teaser image!
3. ↑  A Cube releases A Pink's 'Pink Blossom' album jacket image ahead of schedule due to leak
4. ↑  Details revealed on A Pink's comeback with new title track 'Mr. Chu'
5. ↑  A Pink releases music video for 'Mr. Chu' & their 'Pink Blossom' mini album!
6. ↑  http://www.allkpop.com/article/2014/03/a-pink-are-ready-to-blossom-in-first-video-teaser
7. ↑  A-Pink Blossoms for ‘Mr. Chu’ in New MV
8. ↑  «더보기 - 가온차트와 함께하세요». Gaon. Consultado em 24 de março de 2014
9. ↑  «Korea K-Pop Hot 100». Billboard. Consultado em 24 de março de 2014
10. ↑  «더보기 - 가온차트와 함께하세요». Gaon. Consultado em 10 de julho de 2012